# Обмежувальна сфера
Обме́жувальна сфе́ра (англ. bounding sphere, enclosing sphere, enclosing ball) — термін у комп'ютерній графіці і обчислювальній геометрії, один з типів обмежувального об'єму (англ. bounding volume). Обмежувальна сфера описує обмежену область простору у вигляді кулі, яка розділяє об'єкти всередині і зовні неї. Для двомірного простору обмежувальна сфера є колом (англ. bounding circle, enclosing circle).

## Застосування

### Фізичні симуляції
Обмежує сфера часто використовується як один з типів обмежувального об'єму для визначення зіткнень. В цьому разі об'єкт повністю міститься всередині сфери, і зіткнення розраховуються саме від поверхні сфери, а не від поверхні вміщеного в неї об'єкта. Використання обмежувальної сфери для виявлення зіткнень є найпростішим, швидким і грубим методом.
Обмежувальна сфера — це гіпотетична сферична частина простору, яка повністю охоплює об'єкт. Вона задається тривимірною координатою, яка визначає центр сфери, і скалярним радіусом, який визначає максимальну відстань від центра сфери до будь-якої точки, яка міститься всередині або на поверхні об'єкта.

### Кластеризація
Обмежувальні сфери застосовують у кластеризації, де групи подібних точок даних класифікуються разом.
У статистиці статистична дисперсія точок даних у межах сфери може бути «списана» на похибку вимірювання або природні процеси, в разі яких кластер є поданням коливань ідеальної точки. За деяких обставин ця ідеальна точка може використовуватися замість точок у кластері, що вигідно, оскільки зменшує час обчислень.

### Статистика та дослідження операцій
У статистиці та дослідженні операцій об'єкти є типовими точками, і, в загальному випадку, сфера, що становить інтерес, є мінімальною обмежувальною сферою (англ. minimal bounding sphere), тобто сферою найменшого радіусу серед усіх обмежувальних сфер. Задача обчислення центра мінімальної обмежувальної сфери відома як «незважена евклідова задача про 1-центр».

## Програмне забезпечення для мінімальної обмежувальної сфери
- Miniball software [Архівовано 31 серпня 2009 у Wayback Machine.] — програма мовою C++, що обчислює мінімальну обмежувальну сферу набору точок у просторі з довільною множиною вимірів (до 30)
- Мінімальна обмежувальна сфера набору куль у просторі з довільним числом вимірів (до 30) [Архівовано 23 лютого 2011 у Wayback Machine.]. Використовується бібліотека CGAL[en].